# 谢尔盖·谢多夫
谢尔盖·列沃维奇·谢多夫（俄语：Сергей Львович Седов；1908年3月21日—1937年10月29日）是苏联的一个工程师和科学家。他是苏联领导人列夫·托洛茨基和第二任妻子娜塔莉亚·谢多娃的幼子。出生于奥匈帝国维也纳。在大清洗中遇害。1988年底，他被苏联最高法院平反。